# Reflections (A Retrospective)
Reflections (A Retrospective) é um álbum de compilação da canora americana Mary J. Blige lançado nos Estados Unidos no dia 12 de Dezembro de 2006 pela gravadora Geffen Records.
| Críticas profissionais                                                      | Críticas profissionais |
| Avaliações da crítica                                                       | Avaliações da crítica  |
| Fonte                                                                       | Avaliação              |
| --------------------------------------------------------------------------- | ---------------------- |
| Allmusic                                                                    | [ 2 ]                  |
| musicOMH.com                                                                | [ 3 ]                  |
| Esta tabela precisa de ser acompanhada por texto em prosa. Consulte o guia. |                        |

## Faixas
| Edição padrão |                                                                                    |         |  |
| N.º           | Título                                                                             | Duração |  |
| 1.            | "Reflections (I Remember)"                                                         | 4:06    |  |
| 2.            | "We Ride (I See the Future)"                                                       | 3:57    |  |
| 3.            | "You Know"                                                                         | 3:37    |  |
| 4.            | "King & Queen" (com John Legend)                                                   | 3:46    |  |
| 5.            | "No More Drama" (Radio Edit)                                                       | 4:27    |  |
| 6.            | "Family Affair"                                                                    | 4:26    |  |
| 7.            | "Real Love"                                                                        | 4:27    |  |
| 8.            | "No One Will Do"                                                                   | 4:47    |  |
| 9.            | "Be Without You"                                                                   | 4:06    |  |
| 10.           | "I'm Going Down"                                                                   | 3:42    |  |
| 11.           | "911" (Wyclef Jean com Mary J. Blige)                                              | 4:19    |  |
| 12.           | "Not Gon' Cry"                                                                     | 4:50    |  |
| 13.           | "My Life '06"                                                                      | 5:07    |  |
| 14.           | "Be Happy"                                                                         | 5:38    |  |
| 15.           | "I'll Be There for You/You're All I Need to Get By" (Method Man com Mary J. Blige) | 3:41    |  |

| Edição internacional |                             |         |  |
| N.º                  | Título                      | Duração |  |
| 16.                  | "As" (com George Michael)   | 4:41    |  |
| 17.                  | "One" (solo version)        | 4:20    |  |
| 18.                  | "MJB da MVP"" (com 50 Cent) | 4:10    |  |

## Desempenho
| Tabelas musicais (2006)                 | Melhor posição |
| --------------------------------------- | -------------- |
| Austrália - Austrian Albums Chart       | 75             |
| Países Baixos - Dutch Albums Chart      | 12             |
| Europa - European Top 100 Albums        | 80             |
| Japão - Japanese Oricon Albums Chart    | 30             |
| Suécia - Swedish Albums Chart           | 23             |
| Suíça - Swiss Albums Chart              | 19             |
| Reino Unido - UK Albums Chart           | 40             |
| Estados Unidos - Billboard 200          | 9              |
| Estados Unidos - Top R&B/Hip-Hop Albums | 2              |

## Histórico de lançamento
| País           | Data                   | Gravadora |
| -------------- | ---------------------- | --------- |
| Europa         | 1 de Dezembro de 2006  | Geffen    |
| Austrália      | 2 de Dezembro de 2006  | Geffen    |
| Reino Unido    | 4 de Dezembro de 2006  | Geffen    |
| Estados Unidos | 12 de Dezembro de 2006 | Geffen    |
| Canadá         | 12 de Dezembro de 2006 | Geffen    |
| Japão          | 13 de Dezembro de 2006 | Geffen    |
| Brasil         | 31 de Janeiro de 2007  | Geffen    |